# Plomall (lligadura)

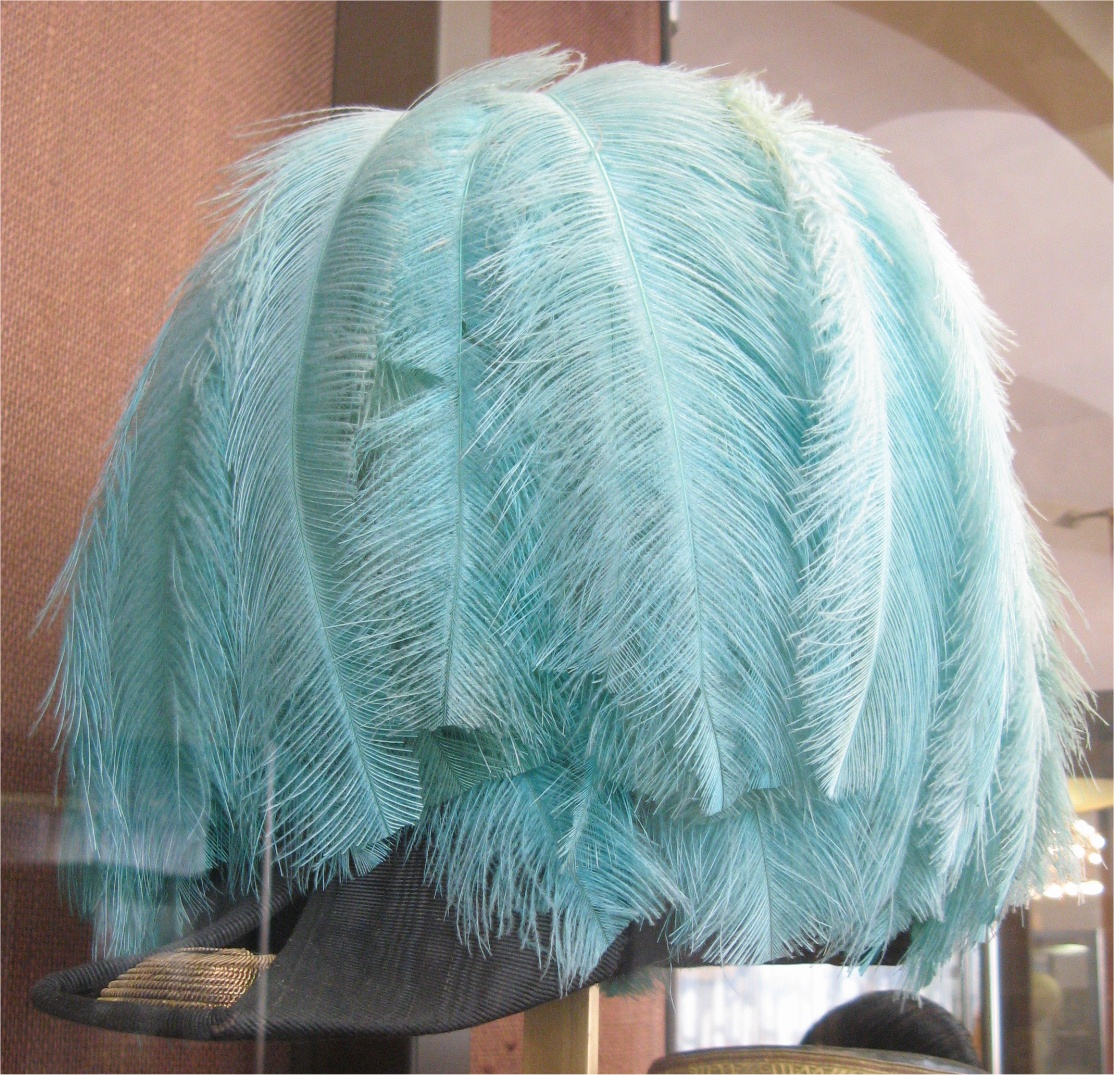
Plomall al bicorn d'un capità d'Estat Major aaustro-hongarès

El plomall és un feix de plomes emprat com a ornament d'una lligadura, civil o militar.
Existeixen plomalls fet de plomes d'estruç, agrons, galls i altres aus; també n'hi havia i n'hi ha de ploma sintètica.
Els plomalls havien estat ornament habitual dels barrets femenins, però s'hi rarificaren a partir de la dècada de 1920.

## Ús militar
Històricament tant el plomall com la ploma isolada foren molt usats com a ornament de lligadures militars, sovint juntament amb la borla, i tant en gala com en passeig i en campanya. Emperò, a la primeria del segle xx s'imposà la línia d'uniformes més simples i pràctics, cada cop més mimètics amb el terreny circumdant, la qual cosa arraconà aquests elements tan conspicus. De llavors ençà només s'usa en uniformes de gran gala, i generalment en certes unitats d'elit.

## Alguns dels exèrcits que utilitzen plomall
- Exèrcit del Regne Unit[2]
- Exèrcit de l'Índia
- Exèrcit de Nova Zelanda
- Exèrcit de Malàisia
- Exèrcit del Pakistan
- Exèrcit del Canadà[3][4]
- Exèrcit sud-africà
- Exèrcit dels Estats Units